# Trittüsz
A trittüsz („harmad”) az ókori Athén egyik közigazgatási egysége volt. Kleiszthenész reformja hozta létre i. e. 508-ban, amikor bevezette a phülérendszert. Attikát 10 phülére osztotta ahol minden phülé 3 trittüszből állt. 

## Jellemzői
Egy trittüsz területe összefüggő volt, egy vagy több démoszból („község”) hozták létre, az illető démoszok lakosságának megfelelően. Az egy phülébe sorolt trittüszök viszont nem voltak szomszédosak egymással, hanem 1-1 jött az Attikát alkotó három alapvető földrajzi régióból, az Athéni városi régióból (asztü), a tengerparti régióból (paralia) és a belső szárazföldi régióból (mezogaia).